# Liga polska w piłce nożnej (1932)
Liga polska w piłce nożnej 1932 – 6. edycja najwyższych w hierarchii rozgrywek ligowych polskiej klubowej piłki nożnej.
Absolutnym beniaminkiem Ligi był WKS 22 pp Siedlce.
| Poziomy rozgrywkowe w sezonie 1932 | Poziomy rozgrywkowe w sezonie 1932 | Poziomy rozgrywkowe w sezonie 1932 | Poziomy rozgrywkowe w sezonie 1932 |
| Rozgrywki                          | P                                  | Nazwa                              | Nazwa                              |
| ---------------------------------- | ---------------------------------- | ---------------------------------- | ---------------------------------- |
| Centralne                          | I                                  | Liga                               | Liga                               |
| Okręgowe (13 okręgów)              | II                                 | A Klasa (12 okręgów)               | Liga okręgowa (1 okręg)            |
| Okręgowe (13 okręgów)              | III                                | B klasa                            | A klasa                            |
| Okręgowe (13 okręgów)              | IV                                 | C klasa                            | B klasa                            |
| Okręgowe (13 okręgów)              | V                                  |                                    | C klasa                            |

## Drużyny
| Uczestnicy poprzedniej edycji                                                                                 | Uczestnicy poprzedniej edycji | Uczestnicy poprzedniej edycji | Uczestnicy poprzedniej edycji |
| --- | ----------------------------- | ----------------------------- | ----------------------------- |
| GAR | Garbarnia Kraków              | 1                             |                               |
| WKR | Wisła Kraków                  | 2                             |                               |
| LEG | Legia Warszawa                | 3                             |                               |
| PGL | Pogoń Lwów                    | 4                             |                               |
| RCH | Ruch Wielkie Hajduki          | 5                             |                               |
| ŁKS | ŁKS Łódź                      | 6                             |                               |
| WAR | Warta Poznań                  | 7                             |                               |
| PWA | Polonia Warszawa              | 8                             |                               |
| CRA | Cracovia                      | 9                             |                               |
| CZL | Czarni Lwów                   | 10                            |                               |
| WAW | Warszawianka                  | 11                            |                               |
| Awans z klasy A 1931                                                                                          |                               |                               |                               |
| po eliminacjach                                                                                               |                               |                               |                               |
| SIE | WKS 22 pp Siedlce             | 1                             |                               |
| Oznaczenia: - kolumna pierwsza – skróty nazw drużyn, - kolumna trzecia – miejsce zajęte w poprzednim sezonie. |                               |                               |                               |

## Tabela
| Lp. | Drużyna              | M  | Z  | R | P  | Bramki | Bramki | Stos. | Pkt | Uwagi             |
| --- | -------------------- | -- | -- | - | -- | ------ | ------ | ----- | --- | ----------------- |
| 1   | Cracovia (M)         | 22 | 12 | 5 | 5  | 55     | 30     | 1,833 | 29  |                   |
| 2   | Pogoń Lwów           | 22 | 13 | 2 | 7  | 32     | 24     | 1,333 | 28  |                   |
| 3   | Warta Poznań         | 22 | 13 | 1 | 8  | 55     | 37     | 1,486 | 27  |                   |
| 4   | ŁKS Łódź             | 22 | 11 | 4 | 7  | 50     | 32     | 1,563 | 26  |                   |
| 5   | Legia Warszawa       | 22 | 10 | 3 | 9  | 37     | 25     | 1,480 | 23  |                   |
| 6   | Wisła Kraków         | 22 | 9  | 4 | 9  | 37     | 42     | 0,881 | 22  |                   |
| 7   | Ruch Wielkie Hajduki | 22 | 8  | 4 | 10 | 33     | 35     | 0,943 | 20  |                   |
| 8   | Warszawianka         | 22 | 8  | 4 | 10 | 27     | 47     | 0,574 | 20  |                   |
| 9   | WKS 22 pp Siedlce    | 22 | 7  | 5 | 10 | 36     | 47     | 0,766 | 19  |                   |
| 10  | Garbarnia Kraków     | 22 | 7  | 4 | 11 | 39     | 43     | 0,907 | 18  |                   |
| 11  | Czarni Lwów          | 22 | 6  | 4 | 12 | 24     | 39     | 0,615 | 16  |                   |
| 12  | Polonia Warszawa (S) | 22 | 6  | 4 | 12 | 27     | 51     | 0,529 | 16  | Spadek do klasy A |

## Najlepsi Strzelcy
| Gole | Strzelcy             | Drużyny      |
| ---- | -------------------- | ------------ |
| 16   | Kajetan Kryszkiewicz | Warta Poznań |
| 13   | Henryk Herbstreit    | ŁKS Łódź     |
| 13   | Władysław Król       | ŁKS Łódź     |
| 13   | Fryderyk Scherfke    | Warta Poznań |
| 13   | Artur Woźniak        | Wisła Kraków |

Wg 

## Klasyfikacja medalowa mistrzostw Polski po sezonie
Tabela obejmuje wyłącznie kluby mistrzowskie.
|    | Klub             |   |   |   |
| -- | ---------------- | - | - | - |
| 1. | Pogoń Lwów       | 4 | 1 | 0 |
| 2. | Cracovia         | 3 | 0 | 1 |
| 3. | Wisła Kraków     | 2 | 3 | 2 |
| 4. | Warta Poznań     | 1 | 3 | 5 |
| 5. | Garbarnia Kraków | 1 | 1 | 0 |